# Fredrik II av Sicilien
Fredrik II av Sicilien, även kallad Fredrik III, född 1272, död 1337, var en monark (kung) av Sicilien från 1296 till 1337.